# Miringite
La miringite è una infiammazione a carico della membrana del timpano, membrana facente parte dell'orecchio medio; nella maggior parte di origine infettiva, spesso scatenata da virus influenzali.

## Tipologie
La miringite è distinguibile in:
- Miringite influenzale: è una infiammazione acuta ad insorgenza brusca, isolata, con sintomatologia dolorosa. L'infiammazione di origine virale investe il sottile rivestimento cutaneo del timpano, con la formazione di vescicole rosse sotto tensione e raccolta di liquido sieroso fra epidermide e strato fibroso. È possibile lo stravaso sieroso nell'orecchio medio.
- Miringite esterna: infiammazione batterica con sintomatologia dolorosa (dolore sordo e penetrante) a carico dell'epidermide e dello strato fibroso del timpano in corso di otite esterna.
- Miringite timpanogena: insorge, di regola, in contemporanea ad una infezione delle vie aeree superiori; l'infezione batterica attraverso la tromba di Eustachio, raggiunge la mucosa timpanica, interessando lo strato fibroso ed epidermico. La membrana appare estroflessa e con una marcata iniezione vascolare. il dolore è improvviso, violento e pulsante.

## Complicazioni
Labirintite sierosa in seguito ad otite influenzale con versamento del liquido sieroso nel cavum tympani.

## Diagnostica
Indispensabile è la palpazione, in caso di otite esterna vi è un aggravamento del dolore a seguito a trazione del padiglione auricolare. Necessaria la valutazione specialistica e l'otomicroscopia. Il completamento diagnostico comprende anche: l'esame della funzione uditiva con il diapason e l'audiogramma. Non necessariamente influenti sono gli esami ematochimici come l'emocromo con formula, la proteina C reattiva, V.E.S.. L'eventuale tampone faringeo, in caso di miringite timpanogena mette in evidenza, nella maggioranza dei casi, l'agente patogeno responsabile della miringite esterna. Un esame radiologico possono escludere od evidenziare una mastoidite concomitante.

### Diagnosi differenziale
Disturbi della funzionalità tubarica (otite media essudativa). Otite baro-traumatica (aero-otite media). Sindrome di Ramsay-Hunt (herpes zoster otico).

## Prognosi
In caso di otite influenzale e miringite esterna la guarigione è garantita dalla terapia adeguata.